# آگوستینیان

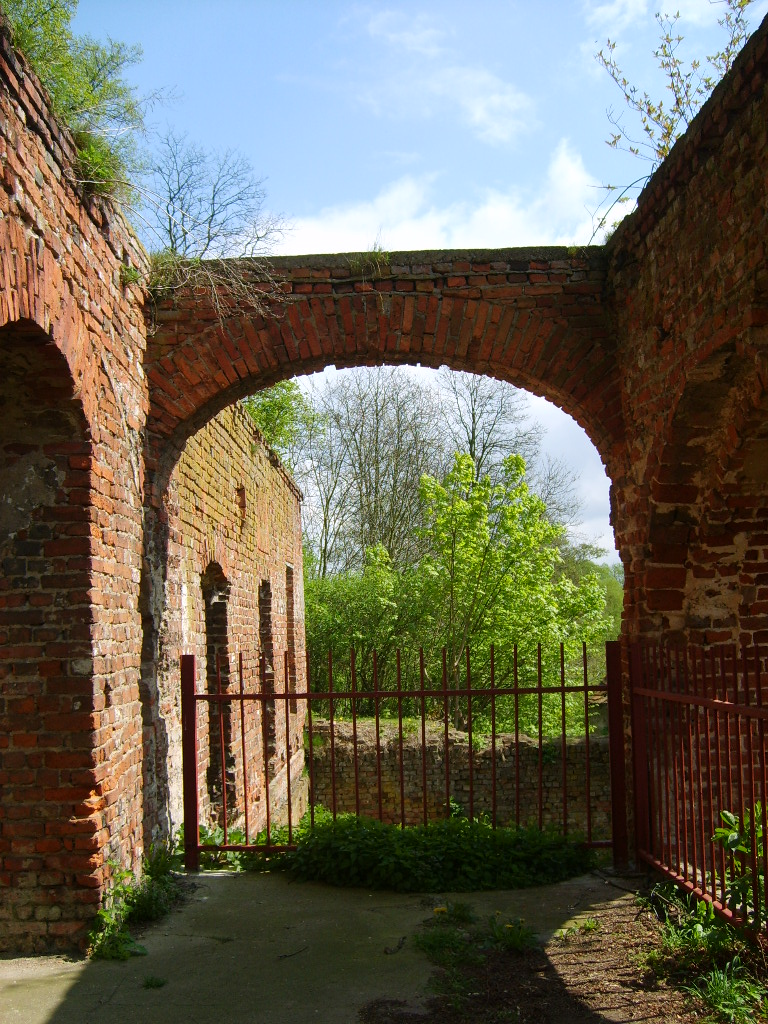
خرابه های یک صومعه آگوستیانی در لهستان (قرن چهاردهم)

آگوستینی‌ها (انگلیسی: Augustinians) اعضای فرقه‌های مذهبی مسیحی هستند که از قانون سنت آگوستین پیروی می‌کنند که در حدود سال ۴۰۰ پس از میلاد توسط آگوستین نوشته شده‌است. دو نوع متمایز از آگوستینیان در دستورهای مذهبی کاتولیک وجود دارد که قدمت آنها به قرن‌های ۱۲ تا ۱۳ بازمی‌گردد. 